# Артыков, Казакбай
Казакбай Артыков — советский хозяйственный деятель, полный кавалер ордена Трудовой Славы.

## Биография
Родился в 1929 году на территории современной Ферганской области. Член КПСС.
В 1945—1990 — хлопковод, звеньевой, бригадир колхоза имени Карла Маркса Фрунзенского района Ферганской области.
Указами Президиума Верховного Совета СССР от 14 февраля 1975 года и 4 марта 1980 года соответственно за досрочное выполнение социалистических обязательств награждён орденами Трудовой Славы III и II степеней.
Указом Президиума Верховного Совета СССР от 24 июля 1986 года награждён орденом Трудовой Славы I степени, став полным кавалером ордена Трудовой Славы.
Делегат XXVI съезда КПСС.
С 1990 — персональный пенсионер союзного значения.
Жил в Ферганской области Узбекистана.